# Reloj Atmos

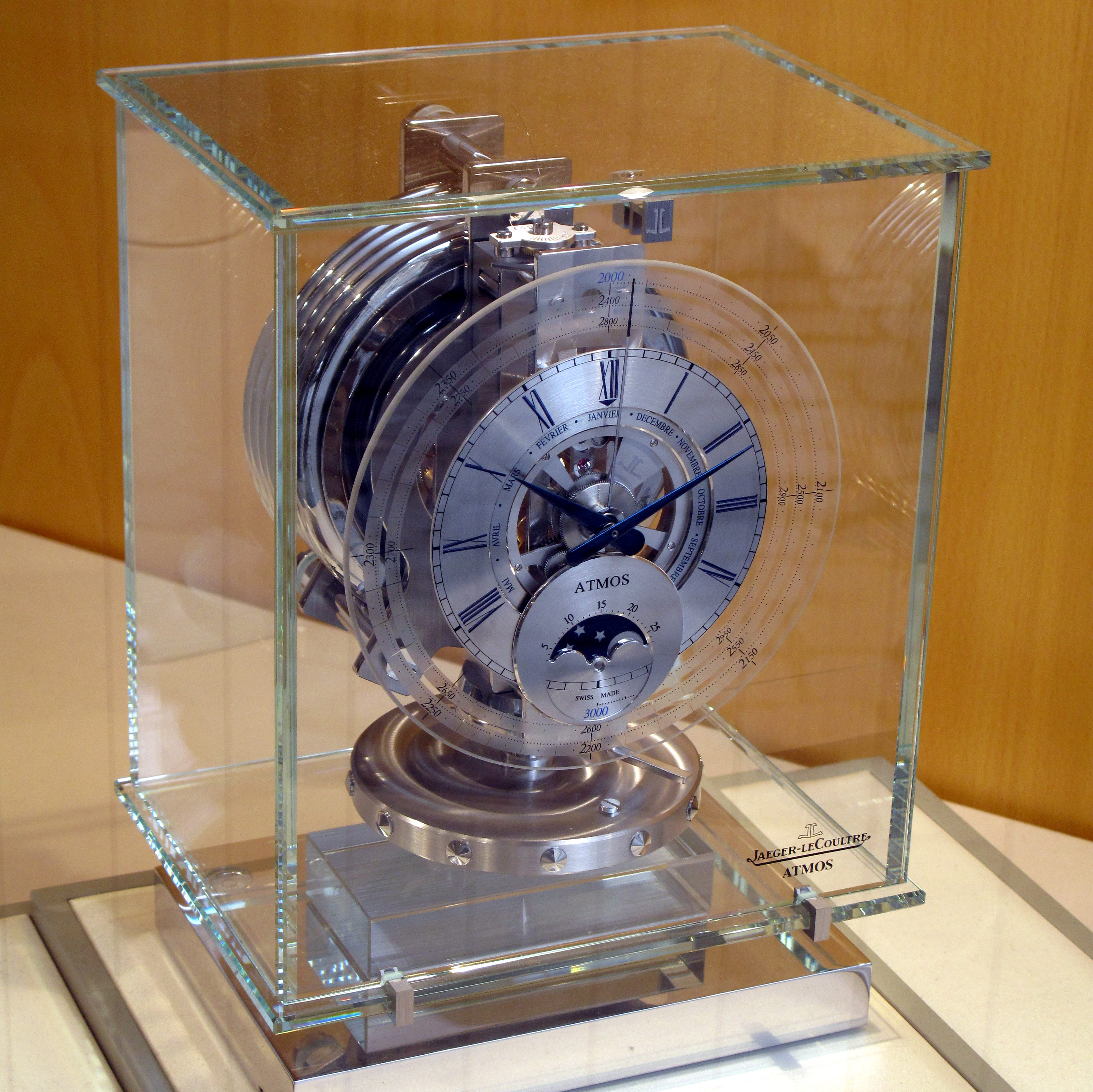
Reloj Atmos, manufactura de Jaeger-LeCoultre

Atmos es el nombre comercial de un reloj mecánico manufacturado por Jaeger-LeCoultre en Suiza cuya particularidad reside en que no necesita que le den cuerda para funcionar, pues toma la energía de los cambios de temperatura y presión atmosférica ambientales. Puede funcionar durante años sin intervención humana
Su fuente de energía es una cápsula herméticamente sellada que contiene una mezcla de gas y líquido de cloroetano que se dilata en una cámara de expansión cuando la temperatura sube, comprimiendo un resorte en espiral; y cuando la temperatura desciende, el gas se condensa y el resorte se descomprime.
Ese movimiento constante enrolla el resorte motor del reloj. Un solo grado de variación de temperatura en el rango de 15 a 30 grados celsius o una variación de presión de 3 mmHg es suficiente para mantener operativo el reloj durante dos días.
Para que el reloj ande con tan poca energía añadida cada pieza del mecanismo debe trabajar con la menor cantidad de fricción posible. El mecanismo regulador es un péndulo de torsión, que consume menos energía que un péndulo ordinario. El péndulo de torsión oscila solamente dos veces por minuto, lo que supone 1/60 del número de oscilaciones de un reloj de péndulo convencional.

## Historia
El primer reloj alimentado por cambios de temperatura y presión atmosférica fue inventado por Cornelius Drebbel a principios del siglo XVII. Drebbel construyó 18 ejemplares, de los cuales dos fueron destinados al Rey Jaime VI y I de Inglaterra y a
Rodolfo II de Bohemia. El reloj del Rey Jaime fue conocido como Eltham Perpetuum, y se hicieron famosos en toda Europa. Se menciona en dos trabajos de Ben Jonson.
Durante la Ilustración se construyeron relojes experimentales alimentados por variaciones de temperatura y presión. Los ejemplos más tempranos son un reloj construido por Pierre de Rivaz en 1740, y el Cox's timepiece, un reloj desarrollado en torno a 1760 por James Cox y John Joseph Merlin. El predecesor más antiguo que todavía funciona es el Beverly Clock, construido en 1864.
El primer reloj de marca Atmos fue diseñado por Jean-Léon Reutter, un ingeniero de Neuchâtel, Suiza, en 1928.
Este prototipo no comercial, que es anterior al primer Atmos pero que actualmente se conoce como Atmos 0, funciona mediante un vaso de expansión de mercurio. El mecanismo trabaja solamente con variaciones de temperatura.
El 1 de junio de 1929, la Compagnie Générale de Radio (CGR) de Francia manufacturó el primer modelo comercial, que empleaba amoniaco y mercurio como fuente de alimentación de energía. El 27 de julio de 1935 Jaeger-LeCoultre se hizo cargo de la producción del Atmos 1, mientras desarrollaba en alctual diseño a base de cloroetano como fuente de energía. Ese modelo, llamado más tarde Atmos 2, fue presentado el 15 de enero de 1936, pero diversos problemas retrasaron su producción hasta mediados de 1939. Los modelos posteriores se basaron en ese diseño. Hasta la fecha se han producido más de 500.000 unidades del modelo Atmos.